# Radosław Sobolewski
Radosław Sobolewski (phát âm tiếng Ba Lan: [raˈdɔswaf sɔbɔˈlɛfskʲi]; sinh ngày 13 tháng 12 năm 1976) là một cựu cầu thủ bóng đá người Ba thi đấu ở vị trí tiền vệ phòng ngự và hiện là huấn luyện viên của câu lạc bộ Wisła Płock. Ông từng thi đấu trong màu áo tuyển quốc gia Ba Lan.

## Sự nghiệp cấp câu lạc bộ
Sinh ra tại Białystok, Sobolewski bắt đầu sự nghiệp chơi bóng cho câu lạc bộ Jagiellonia Białystok. Năm 1998, anh được chuyển nhượng tới Wisła Płock, nơi anh thi đấu trong 4 năm kế tiếp. Anh có trận ra mắt tại giải hạng nhất vào ngày 7 tháng 3 năm 1998 trong màu áo Wisła Płock ở trận gặp Raków Częstochowa. Tháng 1 năm 2003 anh đầu quân cho Dyskobolia Grodzisk Wielkopolski, anh thi đấu ở đây cho đến năm 2004. Kể từ đây anh choi bóng cho Wisła Kraków và giúp đội bóng giành danh hiệu Ekstraklasa vào các mùa 2004–05, 2007–08, 2008–09 và 2010–11.
Trong kỳ chuyển nhượng mùa đông mùa 2005–06, anh được Southampton FC tiếp cạn. Tuy nhiên, lời đề nghị hỏi mua do câu lạc bộ Anh đưa ra đã bị ban lãnh đạo của Wisła Kraków khước từ.

## Sự nghiệp thi đấu quốc tế
Sobolewski được lựa chọn vào đội hình 23 tuyển thủ quốc gia dự vòng chung kết Giải vô địch bóng đá thế giới 2006 tại Đức. Ở giải đấu này, anh bị dính một thẻ đỏ do hai phạm lỗi của mình trong trận đấu vòng bảng gặp đội chủ nhà. Anh là cầu thủ thứ 4 bị dính thẻ đỏ tại giải đấu và là cầu thủ Ba Lan đầu tiên bị truất quyền thi đấu tại giải vô địch thế giới.
Radosław Sobolewski từ giã sự nghiệp thi đấu quốc tế vào ngày 20 tháng 11 năm 2007, gây sốc cho người hâm mộ bóng đá Ba Lan bởi nó chỉ diễn ra 3 n gày sau khi đội tuyển nước này thắng 2–0 trước Bỉ để giành vé dự Giải vô địch bóng đá châu Âu 2008.

### Bàn thắng cho đội tuyển
| #  | Ngày                | Nơi tổ chức      | Đối thủ | Tỉ số | Kết quả | Giải đấu |
| -- | ------------------- | ---------------- | ------- | ----- | ------- | -------- |
| 1. | 20 tháng 8 năm 2003 | Tallinn, Estonia | Estonia | 0–1   | 1–2     | Giao hữu |

## Sự nghiệp huấn luyện viên
Sau khi treo giày vào mùa hè năm 2016, Sobolewski trở thành trợ lý huấn luyện viên của đội bóng cũ Wisła Kraków. Trong thời gian ở câu lạc bộ đến tháng 8 năm 2019, Sobolewski đã được bổ nhiệm làm huấn luyện viên tạm quyền cùng trợ lý huấn luyện viên của đội là Kazimierz Kmiecik tới 3 lần: lần đầu vào ngày 10 tháng 11 năm 2016, khi Dariusz Wdowczyk bị sa thải cho đến khi Kiko Ramírez được bổ nhiệm vào ngày 5 tháng 1 năm 2017. Lần thứ hai là vào ngày 10 tháng 12 năm 2017, khi Kiko Ramírez tiế tục bị sa thải, để rồi Joan Carrillo được bổ nhiệm sau đó. Lần thứ ba và lần cuối vào ngày 12 tháng 6 năm 2018, khi Carrillo lại bị sa thải, lần này Sobolewski chỉ dẫn dắt 1 tuần trước khi huấn luyện viên mới được bổ nhiệm.
Ngày 7 tháng 8 năm 2019, anh được bổ nhiệm làm huấn luyện viên của Wisła Płock.

## Thống kê sự nghiệp
Tính đến 22 tháng 5 năm 2016.
| Câu lạc bộ            | Mùa                   | Giải                  | Vô địch nội địa | Vô địch nội địa | Cúp quốc gia | Cúp quốc gia | Cúp châu Âu | Cúp châu Âu | Tổng cộng | Tổng cộng |
| Câu lạc bộ            | Mùa                   | Giải                  | Số trận         | Bàn thắng       | Số trận      | Bàn thắng    | Số trận     | Bàn thắng   | Số trận   | Bàn thắng |
| --------------------- | --------------------- | --------------------- | --------------- | --------------- | ------------ | ------------ | ----------- | ----------- | --------- | --------- |
| Jagiellonia Białystok | 1994–1995             | I Liga                | 32              | 3               | 1            | 0            | –           | –           | 33        | 3         |
| Jagiellonia Białystok | 1995–1996             | I Liga                | 27              | 1               | 2            | 0            | –           | –           | 29        | 1         |
| Jagiellonia Białystok | 1996–1997             | II Liga               | 23              | 4               | 0            | 0            | –           | –           | 23        | 4         |
| Jagiellonia Białystok | 1997–1998             | II Liga               | 16              | 9               | –            | –            | –           | –           | 16        | 9         |
| Wisła Płock           | 1997–98               | Ekstraklasa           | 17              | 1               | –            | –            | –           | –           | 17        | 1         |
| Wisła Płock           | 1998–1999             | I Liga                | 26              | 1               | 2            | 1            | –           | –           | 28        | 2         |
| Wisła Płock           | 1999–2000             | Ekstraklasa           | 28              | 1               | 6            | 0            | –           | –           | 34        | 1         |
| Wisła Płock           | 2000–01               | Ekstraklasa           | 25              | 6               | 5            | 0            | –           | –           | 30        | 6         |
| Wisła Płock           | 2001–2002             | I Liga                | 14              | 3               | 5            | 0            | –           | –           | 19        | 3         |
| Dyskobolia            | 2002–03               | Ekstraklasa           | 14              | 3               | –            | –            | –           | –           | 14        | 3         |
| Dyskobolia            | 2003–04               | Ekstraklasa           | 16              | 4               | 1            | 0            | 4           | 0           | 21        | 4         |
| Dyskobolia            | 2004–05               | Ekstraklasa           | 8               | 0               | 5            | 0            | –           | –           | 13        | 0         |
| Wisła Kraków          | 2004–05               | Ekstraklasa           | 12              | 1               | 5            | 0            | –           | –           | 17        | 1         |
| Wisła Kraków          | 2005–06               | Ekstraklasa           | 27              | 3               | 2            | 0            | 3           | 1           | 32        | 4         |
| Wisła Kraków          | 2006–07               | Ekstraklasa           | 18              | 2               | 3            | 0            | 7           | 0           | 28        | 2         |
| Wisła Kraków          | 2007–08               | Ekstraklasa           | 25              | 2               | 7            | 1            | –           | –           | 32        | 3         |
| Wisła Kraków          | 2008–09               | Ekstraklasa           | 28              | 3               | 5            | 0            | 5           | 0           | 38        | 3         |
| Wisła Kraków          | 2009–10               | Ekstraklasa           | 20              | 1               | 2            | 0            | 2           | 0           | 24        | 1         |
| Wisła Kraków          | 2010–11               | Ekstraklasa           | 26              | 1               | 2            | 0            | 4           | 0           | 32        | 1         |
| Wisła Kraków          | 2011–12               | Ekstraklasa           | 11              | 0               | 0            | 0            | 8           | 0           | 19        | 0         |
| Wisła Kraków          | 2012–13               | Ekstraklasa           | 19              | 1               | 5            | 1            | –           | –           | 24        | 2         |
| Górnik Zabrze         | 2013–14               | Ekstraklasa           | 33              | 7               | 4            | 1            | –           | –           | 37        | 8         |
| Górnik Zabrze         | 2014–15               | Ekstraklasa           | 30              | 0               | 0            | 0            | –           | –           | 30        | 0         |
| Górnik Zabrze         | 2015–16               | Ekstraklasa           | 17              | 3               | 0            | 0            | –           | –           | 17        | 3         |
| Tổng cộng             | Jagiellonia Białystok | Jagiellonia Białystok | 98              | 17              | 3            | 0            | –           | –           | 101       | 17        |
| Tổng cộng             | Wisła Płock           | Wisła Płock           | 110             | 12              | 18           | 1            | –           | –           | 128       | 13        |
| Tổng cộng             | Dyskobolia            | Dyskobolia            | 38              | 7               | 6            | 0            | 4           | 0           | 48        | 7         |
| Tổng cộng             | Wisła Kraków          | Wisła Kraków          | 186             | 14              | 31           | 2            | 29          | 1           | 246       | 17        |
| Tổng cộng             | Górnik Zabrze         | Górnik Zabrze         | 80              | 10              | 4            | 1            | –           | –           | 84        | 11        |
| Tổng kết sự nghiệp    | Tổng kết sự nghiệp    | Tổng kết sự nghiệp    | 512             | 60              | 62           | 4            | 33          | 1           | 607       | 65        |

## Danh hiệu

### Wisła Płock
- I Liga: 1998–99

### Dyskobolia
- Cúp quốc gia Ba Lan: 2004–05

### Wisła Kraków
- Ekstraklasa: 2004–05, 2007–08, 2008–09, 2010–11

### Cá nhân
- Tiền vệ hay nhất năm của Ekstraklasa: 2005
- Cầu thủ hay nhất tháng của Ekstraklasa: tháng 3 năm 2009